# Problemorientierte Dokumentation
Die Problemorientierte Dokumentation (ProDok) ist ein Projekt eines wissensorientierten, codierten Basisstandards für die elektronische Krankenakte in Österreich. Dabei handelt es sich um die Konzentrierung und Ausrichtung der medizinischen Dokumentation auf die Probleme einer Patientin bzw. eines Patienten. Der Begriff „Problemorientierte Dokumentation“ (englisch: POMR problem oriented medical record) geht auf Lawrence L. Weed zurück, Arzt und Medizininformatikspezialist in Vermont. Weed entwickelte auch die Dokumentationsmethode SOAP: Subjektives (z. B. Anamnese mit aktuellen Beschwerden), Objektives (z. B. Physikalische Untersuchung, Labor), assessment/Analyse (z. B. Vorgeschichte, Diagnose und Differentialdiagnose, zusammenfassende Beurteilung), Plan (z. B. Medikation, weitere Untersuchungen, Transferierung, Entlassung).
Der Vorteil des Projektes zur Problemorientierten Dokumentation liegt in der Unterstützung der Ablauforganisation im niedergelassenen Bereich.
Anwenderbeobachtungen zeigen, dass ärztliches Handeln stark problemorientiert geleitet ist. Die ausführliche und weit zurückliegende Anamnese wird oft nur dann abgefragt, wenn der Patient explizit einen subjektiven Zusammenhang sieht und deshalb die Informationen geben will. Im Sinne der Effizienz richtet der Arzt seinen Fokus häufiger auf die aktuelle Beratungsursache und noch offene Gesundheitsprobleme. Dabei wäre es jedoch vor allem wichtig, das „Abwendbar Gefährliche“ bzw. die „Szenen der Gefahr“ (nach Robert N. Braun, erster österreichischer Professor für Allgemeinmedizin), zu bedenken, zu erkennen und zu behandeln. Dabei können Checklisten sehr hilfreich sein, ebenso wie das Nachlesen in der Fachliteratur und das Befragen von Kollegen. Auch abwartendes Offenlassen ist eine wichtige therapeutische Intervention, die aber bedeutet, das Abwarten zeitlich zu begrenzen, was eine effiziente Dokumentation voraussetzt. Im knappen Zeitrahmen der kassenärztlichen Praxis mit vollen Wartezimmern werden diejenigen Strategien am ehesten verwendet, die in der Vergangenheit schnelle und kompetente Information geliefert haben.

## Projekthintergrund
In Österreich wird die Planung und Finanzierung des Gesundheitswesens über eine Vereinbarung gemäß Art. 15a B-VG (15a-Vereinbarung) zwischen Bund und Ländern geregelt, wobei die Geltungsdauer dieser Vereinbarung jeweils vier Jahre beträgt. Diese Vereinbarung galt ursprünglich nur für den Krankenanstaltenbereich. Die derzeit gültige Vereinbarung für die Jahre 2005 bis 2008 regelt auch die Agenden des ambulanten (niedergelassenen) Bereichs, sie wird im Detail erst durch Begleitgesetze für die entsprechenden Akteure (z. B. Ärzte, Träger von Krankenanstalten etc.) rechtsverbindlich.
Die aktuelle 15a-Vereinbarung ab 2005 enthält Grundsätze, Ziele und Durchführungsrichtlinien, welche die Qualitätsanhebung, die Nahtstellen-Verbesserung, die ärztliche Dokumentation (z. B. ICD-10-Codierung durch die niedergelassenen Ärzte) usw. ansprechen.
Der Hauptverband der österreichischen Sozialversicherungsträger (HV) hat gesetzliche Aufgaben, die im Allgemeinen Sozialversicherungsgesetz (ASVG) geregelt sind. Zu diesen Aufgaben gehört die Optimierung der Beziehung zu den Vertragspartner, d. h. im Wesentlichen zu den  Ärzten, aber auch zu Apothekern, Psychotherapeuten usw.
Der HV unter der maßgeblichen Projektleitung von Heinrich Tinhofer kaufte im Jahr 2003 den RC-Code (Result of Consultation-Code) von Wolfgang Edinger, einem Allgemeinmediziner und ehemaligen Geschäftsführer einer Medizinsoftwarefirma, an. Der RC-Code enthält thesaurusartig die meisten Diagnosenbegriffe, aber auch die meisten derzeit von österreichischen Ärzten verwendeten Jargonbegriffe für Beratungsergebnisse. Über so genannte Speaker-Begriffe erfolgt eine praxisrelevante Verdichtung, und weiters werden die Begriffe in den ICD-10-Schlüssel des BMGF und in die International Classification of Primary Care 2nd Edition (ICPC-2-Codes) der World Organization of National Colleges, Academies and Academic Associations of General Practitioners/Family Physicians (WONCA) übergeleitet. Ende Mai 2006 enthält der RC-Code etwa 85.000 Begriffe und wird ständig weiterentwickelt.
Im Jahre 2005 kaufte der HV das Regelwerk der Problemorientierten Dokumentation (ProDok) von Wolfgang Edinger an. Zuvor wurde in einer Metaanalyse die Exklusivität der Eigenschaften der ProDok im deutschsprachigen Raum festgestellt, während eine Ärztebefragung bei ProDok-Anwendern die Praxistauglichkeit bestätigte.
Die Weiterentwicklung und die Verwendbarmachung der ProDok zu einer Problemorientierten Kommunikation (ProKom) zwischen Leistungserbringern erfolgt durch die Planungsgremien des ProDok-Projektes in der Versicherungsanstalt für Eisenbahnen und Bergbau, die vom Hauptverband mit der Projektführung beauftragt wurde.

## Eigenschaften und Funktionen der ProDok
Die Dokumentation eines Problems folgt dem Routineverlauf einer Patientenkonsultation.
- Schrittweise Erfassung und Dokumentation einer Gesundheitsstörung
- Darstellung aller (auch Jahre zurückliegenden) Einträge zu einer Gesundheitsstörung in einer Übersicht
- Standardisierte, unverwechselbare und dauerhafte Dokumentation durch indirekte Kodierung (der einmal eingegebene Text bleibt erhalten, auch wenn sich später Zuordnungen des Textes zu ICD-10-Codes ändern sollten)
- Hilfestellung durch entsprechende medizinische Kataloge (Kasugrafie, RC-Datenbank)
- Unterstützung durch selbstlernendes Verhalten
- Dekursüberblick

### Übersicht durch Problemliste
In der Problemliste werden die aktuellen und fortdauernden Gesundheitsstörungen in der Kartei angeführt. Sie zeigt in der Regel auf einen Blick die Gesundheitsprobleme der Patienten mit dem Grad der diagnostischen Sicherheit und ihrer Dauer.

#### Zuordnung von Problemkomplexen
Folgekrankheiten können einer Grundkrankheit zugeordnet werden.
Durch diese Unterscheidung und Verknüpfung von Haupt- und Nebenproblemen können Grund- und Folgeerkrankungen entweder als gesamter Problemkomplex oder aber aufgegliedert in Einzelprobleme dargestellt werden.
Nachträgliche Änderungen – Entkoppelung von Nebenast und Hauptproblem oder Korrektur des Problemdatums – sind durchführbar.
Abgeschlossene Probleme werden archiviert und können bei Bedarf wieder reaktiviert werden.

### Katalogisierung in Systematikbereiche
Alle Probleme eines Patienten sind zwölf Systematikbereichen automatisch und fachspezifisch zugeordnet. Durch diese Katalogisierung können abgeschlossene und somit archivierte Gesundheitsstörungen schnell wieder aufgefunden werden.
Es sind derzeit sieben Arztfächer (Allgemeinmedizin, Innere Medizin, Orthopädie, Dermatologie, Gynäkologie, Kinderheilkunde, Urologie) in der Datenbank systematisiert.
Systematikbereiche am Beispiel eines Allgemeinmediziners:
- Infektionskrankheiten mit Allgemeinsymptomen, fieberhafte Krankheiten, pyogene Infektionen
- Erkrankungen des Bewegungsapparates
- Hormonelle Erkrankungen, Stoffwechselerkrankungen, …
- Verletzungen
- Erkrankungen von Lunge, Herz-Kreislauf, Thorax
- Erkrankungen des Bauchraumes
- Erkrankungen der Haut und -anhangsgebilde
- Erkrankungen des Augen- und HNO-Bereiches
- Erkrankungen des Urogenitalbereiches
- Erkrankungen des Blutes und der Blut- und Lymphgefäße
- Erkrankungen der Nerven und Psyche
- Sonstige Erkrankungen

### Unterstützung durch den ProDok-Assistenten
Der ProDok-Assistent erleichtert als strukturierte Eingabehilfe die systematische Dokumentation einer Gesundheitsstörung.
Es erfolgt eine schrittweise Erfassung und Dokumentation der subjektiven (Anamnese) und objektiven Kriterien (Status) einer Krankheitserfassung.
Einzelne Schritte können dabei im Bedarfsfall übersprungen und ausgelassen werden.
Die einzelnen Bereiche des ProDok-Assistenten:
- Beratungsursache
- Erhebungsbereich
- Beratungsergebnis
- Bewertung
- Therapeutische Konsequenzen
- Dekurs

### Auswahl der Beratungsursachen
Die Beratungsursachen sind in acht Bereichen systematisiert und zusätzlich einem Lokalisationspiktogramm zugeordnet. Durch diese Kombination aus Text und Grafik kann die Auswahl der Beratungsursache einfach und rasch getroffen werden.
Hilfestellung bietet eine hinterlegte Datenbank mit allen gängigen Ursachen einer Gesundheitsstörung.

### Überführung der Beratungsursache in ein Beratungsergebnis
Für die Überführung der Beratungsursache in ein Beratungsergebnis stehen je nach Fall und Bedarf mehrere Möglichkeiten zur Verfügung:
- Das Beratungsergebnis entspricht der Beratungsursache
- Auswahl eines bestimmten passenden Beratungsergebnisses
- Auswahl eines Beratungsergebnisses aus der Liste von bisherigen Beratungsergebnissen bei einer bestimmten Beratungsursache
- Das Beratungsergebnis wird offengelassen

### Erhebungsbereich – standardisierte Eingabe der wesentlichen Erhebungskriterien
Der Erhebungsbereich ermöglicht die strukturierte und eindeutig zugeordnete Eingabe von Anamnese, Status und spezifischen Befunden.
Pro Tag und pro Bereich ist ein Texteintrag in beliebiger Länge möglich. Die Beratungsursache kann automatisch in den Anamnesebereich übernommen und durch weitere Texte ergänzt werden.
Eingabehilfen in Form von Textbausteinen und selbst angelegten Kürzeln ermöglichen eine rasche und einfache Abwicklung.

### Beratungsergebnisse – Auswahl und Kodierung
Die Selektion des Beratungsergebnisses aus einer Datenbank mit über 85.000 gängigen Beratungsergebnissen durch die Anwender kann über mehrere Möglichkeiten erfolgen:
- Über ein Eingabefeld wird die Selektion nach Text, selbst angelegten Kürzeln oder ICD-10 gesteuert.
- Mittels Systematik: Einschränkung der Suchergebnisse durch Gliederung nach Fächern (Allgemeinmedizin, Dermatologie …) und Bereichen.
- Filtermöglichkeit nach der Häufigkeit in drei Stufen (häufige bzw. seltene Beratungsergebnisse des eigenen Faches, Beratungsergebnisse aller Fächer)

Auch hier steht die Benutzerfreundlichkeit im Mittelpunkt. Durch die Möglichkeit der Definition von eigenen Kürzeln und der Einstufung der Beratungsergebnisse in eigene Häufigkeitskriterien wird die optimale Anpassung an die individuellen Anforderungen der Anwender gewährleistet.
Über eine Sekundärauswahl stehen zudem alternative Jargonbegriffe zur Hauptauswahl zur Verfügung.
Nach der Auswahl erfolgt die automatische Umsetzung der „indirekten Kodierung“.
Der RC-Code ist ein 6-stelliger alphanumerischer Primärcode, welcher die Beratungsergebnisse der Ärzte 1:1 kodiert und dauerhaft dokumentiert.
Der RC-Code kann sekundär in aktuelle nationale und internationale Codesysteme umgesetzt werden (= indirekte Kodierung).
Dies ist der Kernpunkt einer standardisierten, unverwechselbaren und dauerhaften Dokumentation.

#### Beratungsergebnis-Details: Diagnostische Sicherheit
Hier erfolgt die Festlegung der Details zum Beratungsergebnis (Klassifizierung des Grades der Diagnostik und Seitenangabe) und der therapeutischen Konsequenzen.
Die Braun’sche Klassifizierung in Kombination mit dem RC-Code ermöglicht eine eindeutige Aussage darüber, wie der Arzt die Gesundheitsstörung von Patienten am Ende der Konsultation einschätzt und ermöglicht dadurch eine jederzeit nachvollziehbare ICD-Kodierung.
Die Klassifizierung des Grades der Diagnostik:
- A – Symptom („Fieber“)
- B – Symptomgruppe („Grippaler Infekt“)
- C – Bild einer Krankheit ohne Nachweis derselben („sieht aus wie …“)
- D – Diagnose (nachgewiesen)
- E – Zustand nach
- F – ohne Krankheitsbedeutung („Gesundenuntersuchung“)

Über eine Gliederung nach therapeutischen Gruppen (es werden alle Beratungsergebnisse aufgelistet, die derselben therapeutischen Gruppe des bisher gewählten Beratungsergebnisses angehören) kann das Beratungsergebnis differenziert oder korrigiert werden.
In einer therapeutischen Gruppe sind alle Krankheitsbegriffe, die die gleichen therapeutischen Konsequenzen und Maßnahmen zur Folge haben, zusammengefasst. Die Datenbank umfasst ungefähr 3000 solcher Gruppen.
Anschließend erfolgt die Wahl der therapeutischen Konsequenzen, die für den Patienten ergriffen werden.
- Für den Normalfall einer variablen Therapie kann als Hilfestellung in einer Therapieauswahl festgelegt werden, welche therapeutischen Konsequenzen man üblicherweise beim jeweiligen Problem umzusetzen gedenkt.
- Es können aber auch ganze Konsequenzkomplexe gespeichert und so neben variablen Therapien routinierte Therapien angelegt werden.
- Natürlich besteht auch die Möglichkeit keiner Therapie.

### Selbstlernendes Verhalten in Bezug auf Therapie und Konsequenzen
Neben der Dokumentation der umgesetzten Konsequenzen beim einzelnen Patienten werden patientenunabhängig weiterführende Maßnahmen einer Problemgruppe (Abrechnungsdiagnosen, Einsatz von Medikamenten, Formulare …) mitgelernt und stehen beim nächsten Patienten mit gleichwertigem Problem sofort zur Verfügung.

#### Altersgruppenspezifisches Mitlernen der medikamentösen Therapie
Vorschläge zur Medikation werden aufgrund des Selbstlernverhaltens aufgelistet.
Neue Varianten in der Verordnung (Unterscheidungen in Bezeichnung, OP-Zahl oder Dosierung) werden automatisch dokumentiert. Alle Varianten erhalten einen Zähler und werden dadurch automatisch nach Häufigkeit sortiert.
Medikamente, die im selben Arbeitsgang verordnet werden, werden zu einer Kombination zusammengefasst.
Die Speicherung erfolgt unter Berücksichtigung von Altersgruppen.
Der Verordnungsplan bietet durch einen Dekurs der bisherigen medikamentösen Therapie eine Therapieübersicht und zeigt neben Handelsname, Zahl und Dosierung der Medikamente auch die Daten der Erstverordnung, Umstellung der Dosierung, Absetzungsdatum und Kosten.

#### Kollektives Therapieverhalten
Neben der Erstellung individueller Therapien und Therapievarianten mit Bemerkungen und Erläuterungen kann auch das kollektive Therapieverhalten auf Basis der ProDok-Anwender eingesehen werden.
Desgleichen wäre die Anzeige von Guidelines möglich.

### Dekursüberblick
Der Dekursüberblick enthält eine strukturierte Anzeige des Krankheitsverlaufes mit chronologischer Darstellung des Problem„baumes“, der gerade aktuellen Therapie und der Dekurs-Texteinträge.
Durch die Tagesäste des Problembaumes werden durchgeführte Maßnahmen, das jeweils aktuelle Befinden und die Tageskonsequenzen aufgelistet.
Der Problembaum zeigt die bisherigen Tagesäste eines Problems mit Befindenspfeilen, Datum, Textkennung und Kurzzeichen für durchgeführte Konsequenzen.
- „*“ Texteintrag vorhanden
- D	Diagnose
- M	Medikament
- F	Formular
- L	Laboreintrag
- B	Befund
- V	Verrechnung

### Implementierung von Formularen, Befunden, Laborparameter
In einzelnen Funktionsbereichen wird dem Problem selbstständig eine Vielzahl von Positionen zugeordnet:
- Formulare und Briefe (Krankmeldung, Verordnungen …)
- Verrechnung
- Laborparameter
- Arbeitsunfähigkeit und Krankmeldung
- Fremdbefunde
- Eigenbefunde

#### Nachträgliche Zuordnung von Karteieinträgen
Jedwede Karteieinträge (Medikamente, Text, Formulare, Befunde) können (mehreren) Problemen auch nachträglich zugeordnet werden.

### Kollektive Funktionen
Kollektive Funktionen ermöglichen, auf mehrere Problem- bzw. Patientendokumentationen gleichzeitig zuzugreifen.
Offene Probleme können so aufgrund vordefinierter Profile kollektiv abgeschlossen werden, etwa alle noch offenen grippalen Infekte von vor über drei Wochen. Das ist vor allem bei Einmalkonsultationen hilfreich, die durch das Ausbleiben eines Folgebesuchs des Patienten nicht abgeschlossen wurden.
Weitere kollektive Funktionen umfassen
- Filterfunktionen – das Aufzeigen von Problemfällen nach bestimmten Kriterien (bestimmte Krankheiten; alle offenen/abgeschlossene Probleme …)
- Ausgabe von Daten für statistische Zwecke

## Patienten im Mittelpunkt
Am Anfang des Projektes zur ProDok stand die Vision: „2010 werden die österreichischen Ärztinnen und Ärzte die besten in der EU sein.“
Mit dieser Leitsicht sollte die Betreuungsqualität für die Patienten in den Mittelpunkt gestellt werden. Nur durch motivierte, bestmögliche Leistungserbringer, für die wiederum bestmögliche Voraussetzungen gegeben sein müssen, kann dies erzielt werden.
Die ProDok schafft ein Wissensmanagement der Ärzte für ihre Patienten in einem Kernbereich der Betreuung, nämlich der elektronischen Krankengeschichte. Durch die Funktionalitäten der ProDok wie Problemliste, Episoden („Fall“-) – Orientierung, realitätsnaher Klassifizierung, selbstlernendes Verhalten bei Therapie und Konsequenzen, Dekurs usw. ergibt sich ein einzigartiger Überblick zum Beratungs- und Behandlungsverlauf eines einzelnen Problems mit dem jeweiligen vollständigen Rückblick auf das problemspezifische Geschehen. Die mit der ProDok arbeitenden strukturiert befragten Ärzte bestätigen dies.
Die Ärzte können die Beratungszeit optimal für ihre Patienten nützen. Es wird ihnen durch die in Artikel 15a angekündigte Codierverpflichtung keine zeitliche Mehrbelastung abverlangt, weil durch die indirekte Codierung der ProDok die Ärzte den Code gar nicht bestimmen müssen, stattdessen übernimmt die EDV automatisch diesen Vorgang.
Der in der ProDok inhärente RC-Code bildet die Sprache der in Österreich tätigen Ärzte 1:1 ab, damit ergibt sich ein unverzerrtes originäres Dokumentationsbild. Durch die EDV-mäßig hergestellte Transformation der RC-Codes in (aggregierende) ICD-10-Codes werden sowohl deren Validität als auch die Vertraulichkeit der ursprünglichen Dokumentation gewährleistet.
Die Vollständigkeit durch die Problemorientierte Dokumentation sichert nicht nur die ärztliche Behandlungsqualität, sondern auch deren Nachweis – sollte dieser gebraucht werden.
Ärzte, die mit der ICPC-2 arbeiten wollen, erhalten ebenfalls eine automatische Transformation über den RC-Code-Thesaurus.
Über den generischen Standard des ProDok-Projektes werden alle Softwarefirmen in die Lage versetzt, „ProDok-kompatibel“ zu werden.
In Zukunft werden Ärzte bei Vertretungstätigkeit auf gewohnte Dokumentationsansichten treffen und sich sofort zurechtfinden. Und umso mehr Nutzen ist von einer problemorientierten Kommunikation zwischen den Ärzten verschiedener Sparten zu erwarten. Sie lässt sich aus dem Vorgehensmodell der ProDok entwickeln.
Durch sie werden die Nachrichten zwischen den Ärzten (im EDV-Hintergrund) codiert ablaufen und werden somit neben der verbalen Darstellung von den adressierten Arztpraxen auch codiert aufgenommen werden können. Dies wird einen entscheidenden Fortschritt in der Gesundheitstelematik ergeben.
Bund und Länder in Österreich einigten sich in der 15a-Vereinbarung unter dem Namen ELGA auf die Planung und Einrichtung einer elektronischen Gesundheits-(Kranken)akte für Patienten. Der dafür notwendige gesellschaftspolitische und vor allem datenschutzrechtliche Aushandlungsprozess ist derzeit im Gange.
Die enormen Datenmengen einer ELGA sind zwar vorstellbar, jedoch gibt es in Österreich noch keinerlei Erfahrung mit dem Umgang solcher Datenmengen für Zwecke einer Beratungs- und Behandlungsoptimierung. Hier wird ein großes Forschungsgebiet für die angewandte Heilkunde eröffnet.
Mit dem großflächigen Einsatz der ProDok in Arztpraxen wird die notwendige Basis und Erfahrung für eine patienten- und ärzteorientierte ELGA-Konzeption geschaffen werden.

## Datenschutz
Gesundheitsdaten sind besonders sensible und schützenswerte Daten. Sowohl die Arztpraxen als auch die übrigen Einrichtungen des Gesundheitswesens unterliegen den strengen Regeln des Datenschutzgesetzes. Da die ProDok eine Dokumentation in der jeweiligen Arztordination ist, befindet sich der Patient automatisch innerhalb dieses normativen Schutzmantels.
Neue Medien, wie die e-card, und normative Regelungen, wie die neue 15a-Vereinbarung, verändern das Kommunikationsgeschehen. Diesbezüglich werden von den Verantwortlichen die Technikfolgen abzuschätzen und gegebenenfalls Maßnahmen zum optimalen Datenschutz der Patienten zu setzen sein.

## Partnerschaft
Seit Jahrzehnten arbeiten Ärzte (vertrags)partnerschaftlich im österreichischen Sozialversicherungssystem. Die letzte grundsätzliche Vertragsregelung bezüglich der Dokumentation stammt aus dem Jahre 1971. Mittlerweile hat die EDV im gesamten gesellschaftlichen Kontext Einzug gehalten. Im Gesundheitsbereich ist den Entwicklungen der Gesundheitstelematik und e-health-Initiativen sowie der einschlägigen 15a-Vereinbarung und deren Begleitgesetzen in geeigneter Weise Rechnung zu tragen. Dieser Vorgang ist normativ von den vertragsabschließenden Parteien entsprechend den Rahmenbedingungen selbst zu gestalten. Mit dem Peering Point, der gesicherten Datenübertragungslösung, zeigten die ärztliche Interessenvertretung und die Sozialversicherung, dass auch große und richtungsweisende gemeinsame Projekte möglich sind.
Die ProDok wurde von Ärzten entwickelt und wird durch Feedback der Arztpraxen weiterentwickelt werden. Der Hauptverband mit seinen Krankenversicherungsträgern stützt und fördert diesen Prozess mit dem hier beschriebenen ProDok-Projekt.